# Penelope Mortimer
Penelope Ruth Mortimer, nata Fletcher (Rhyl, 19 settembre 1918 – Kensington, 19 ottobre 1999), è stata una scrittrice, giornalista e biografa britannica.
Il suo romanzo quasi autobiografico The Pumpkin Eater (letteralmente: il mangiatore di zucca) (1962) è stato adattato in un film del 1964 per il quale Anne Bancroft vinse il premio come migliore attrice al 17º Festival di Cannes per la sua interpretazione di Jo Armitage, personaggio basato sulla stessa Mortimer.

## Biografia
Penelope Ruth Fletcher nacque a Rhyl, Flintshire (ora Denbighshire) nel Galles, figlia minore di Amy Caroline Fletcher e del reverendo A. F. G. Fletcher. Suo padre, un pastore anglicano che aveva perso la fede e usava la rivista parrocchiale per celebrare le persecuzioni sovietiche nei confronti della chiesa russa , abusava di lei sessualmente.
Mortimer più avanti scrisse di suo padre: "Penso che lui fosse un pastore per una sola ragione: non avrebbe potuto essere nient'altro! Da ragazzo, bullizzato da sei sorelle e quattro fratelli, si sedeva sotto il tavolo e intonava "Mamma, papà, tutti i bambini sono spregevoli tranne me" sulla melodia di Gentle Jesus."
Il padre si spostava di continuo di parrocchia in parrocchia costringendo la figlia a cambiare continuamente scuola. Negli anni Penelope frequentò la Croydon High School, la New School, la Streatham, la Blencathra, la Rhyl Garden School, la Lane End, la St Elphin's School for Daughters of the Clergy e il Central Educational Bureau for Women. Terminata la scuola, si iscrisse all'University College di Londra che abbandonò però dopo solo un anno.
Nel 1937 Mortimer sposò il giornalista Charles Dimont dal cui matrimonio ebbe due figlie. Altre due figlie nacquero negli anni successivi dalle relazioni extra-coniugali con Kenneth Harrison e Randall Swingler. Durante l'ultima gravidanza Penelope incontrò l'avvocato e scrittore John Mortimer e i due si sposarono il 27 agosto 1949, il giorno in cui il divorzio con Dimont divenne ufficiale. John e Penelope ebbero due figli, ma il matrimonio si rovinò presto e dal 1950 in poi John ebbe una serie di relazioni extra-coniugali.
Durante gli anni '50 e '60 i Mortimer erano spesso fotografati ad eventi dell'alta società londinese sebbene Penelope avesse frequenti episodi di depressione. Nel 1962, lo stesso anno in cui scrisse The pumpkin eater, Penelope restò incinta per l'ottava volta all'età di 42 anni e già madre di sei figli e decise, su pressione del marito, di abortire e di sottoporsi ad un intervento di sterilizzazione. Sebbene inizialmente favorevole alla decisione, durante la convalescenza Penelope scoprì la relazione di suo marito con Wendy Craig nonché che i due avessero addirittura avuto un figlio. I Mortimer divorziarono nel 1971.
Penelope Mortimer morì di cancro a  Kensington, Londra all'età di 81 anni.

## Opere
Mortimer scrisse più di una dozzina di romanzi, focalizzandosi sulla vita della classe media alta della società britannica. Scrisse il primo romanzo, Johanna (1947), con il nome di Penelope Dimont. Utilizzò invece il nome Penelope Mortimer a partire dal secondo romanzo, A Villa in Summer (1954), che ricevette l'encomio della critica. Tra le opere successive ci sono Daddy's Gone A-Hunting (1958) e The Pumpkin Eater (1962), un romanzo quasi autobiografico che tratta il tema del matrimonio turbolento che fu adattato in un film di successo del 1964 con Anne Bancroft.
Oltre ad essere un'autrice di romanzi, Mortimer lavorò come giornalista freelance. Le sue storie erano pubblicate regolarmente sul New Yorker e il Sunday Times, teneva una "Posta del cuore" sul Daily Mail con lo pseudonimo di Ann Temple e alla fine degli anni sessanta scrisse come critica cinematografica dell'Observer. Occasionalmente Mortimer scrisse anche sceneggiature.
La casa editrice britannica Macmillan le commissionò la biografia della Regina Madre Elisabetta (madre della regina del Regno Unito Elisabetta II). Il libro, intitolato Queen Elizabeth: A Portrait of the Queen Mother, fu rifiutato dalla Macmillan ma venne alla fine pubblicato dalla casa editrice Viking nel 1986. L'agente di Mortimer, Giles Gordon, definì l'opera "la più perspicace biografia di un reale dai tempi di Lytton Strachey. Penelope ha trattato la Regina Madre come qualcuno di cui si sappia tutto e la cui vita potesse essere registrata come se si trattasse di un normale essere umano."
Mortimer scrisse due volumi della sua autobiografia. About Time: An Aspect of Autobiography (1979) che trattava la sua vita fino al 1939 vinse il Whitbread Prize. Il secondo volume About Time Too: 1940–1978 fu pubblicato nel 1993 e un terzo volume, Closing Time, rimase non pubblicato.